# VII саммит БРИКС
VII саммит БРИКС — конференция Совета глав государств — членов международной организации БРИКС, проходившая 8—9 июля 2015 года в Уфе (Башкортостан, Россия). Этот саммит БРИКС проводился параллельно с проходившим там же саммитом ШОС.
Россия во второй раз проводила саммит БРИКС.

## Повестка
- Учреждение Энергетической ассоциации БРИКС.
- Борьба с терроризмом.
- Вопрос о создании мобильной операционной системы БРИКС.
- Полеты в космос совместных экипажей стран-членов БРИКС.
- Сочетание двух проектов — экономической зоны Шелкового пути и взаимодействия в рамках ЕАЭС.
- Вступление в БРИКС Ирана[2], о целесообразности которого в мае 2015 года в телепрограмме «Право голоса»[3] говорил российский востоковед Павел Густерин.

## Подготовка

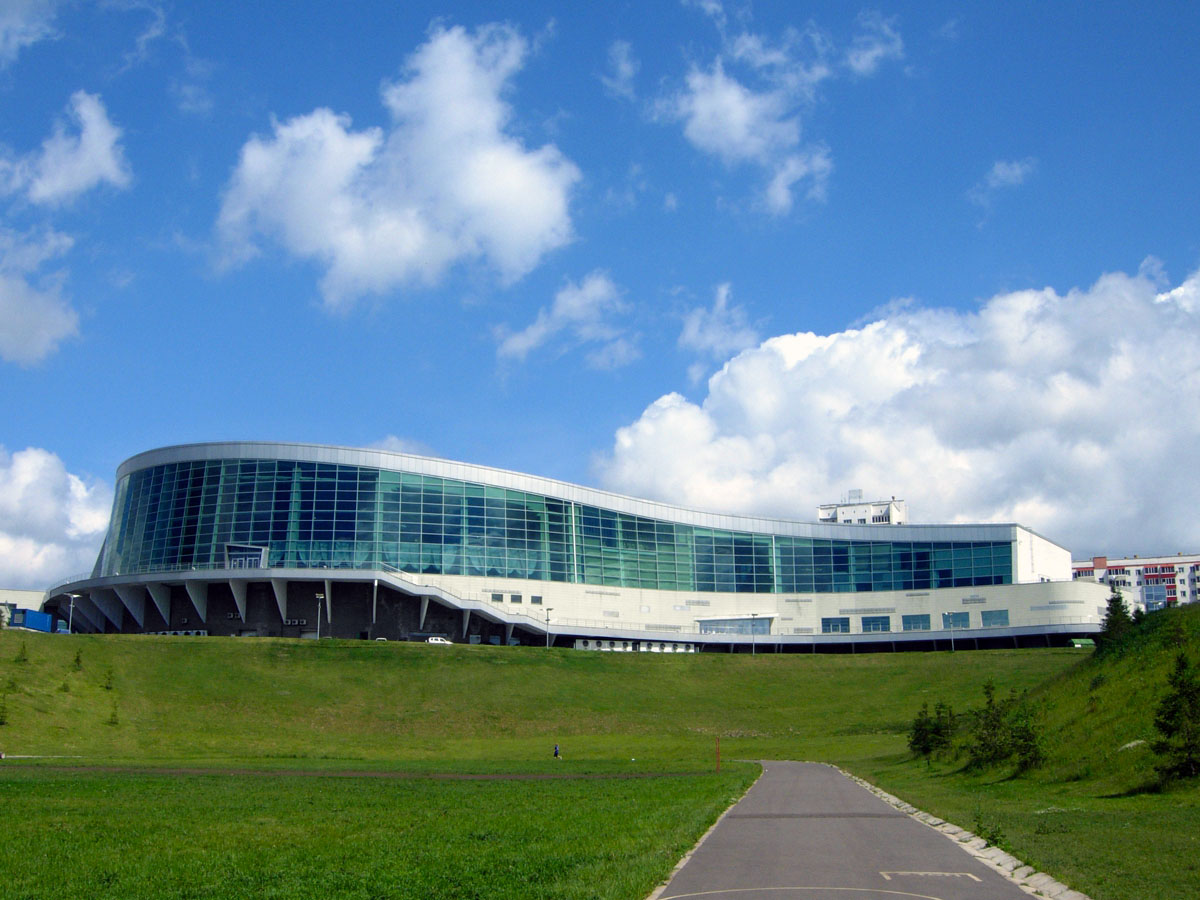
Здание Конгресс-холла, ставшего основной площадкой для встреч.

Подготовка к проведению саммитов началась примерно за два с половиной года до их начала. Саммиты БРИКС и ШОС было принято провести параллельно по двум причинам: возможность одновременной встречи большего количества участников, уменьшение финансовой нагрузки, связанной с проведением мероприятий.
Неофициальным цветом саммита стал ярко-бирюзовый. Именно в оттенках этого цвета было сшита форма волонтёров, которых для работы на предстоящих саммитах было подготовлено более 600 человек.
Затраты по разным данным составили от 10,5 до 15 миллиардов рублей, из которых 2 миллиарда было выделено из республиканского бюджета, столько же из федерального, оставшуюся сумму вложили частные инвесторы. Основная часть средств потрачена на реконструкцию здания Конгресс-холла, расширение аэропорта, строительство набережной, модернизацию скверов и парковых зон отдыха, возведение гостиниц международного класса, в том числе таких брендов как Hilton Hotels, Sheraton и Holiday Inn. По словам главы Администрации Уфы Ирека Ялалова к саммиту подготовлено пять тысяч объектов.Для неформального ужина глав стран БРИКС по специальному заказу Управления делами Президента РФ Зорикто был разработан дизайн посуды и оформления стола. Также в зале была размещена экспозиция из семнадцати картин художника.
Несмотря на объём выполненных работ, результаты подготовки подверглись критике со стороны ряда журналистов и блогеров. Объектами критики стали в первую очередь неприглядные здания и места, завешанные баннерами с изображением природных пейзажей, заасфальтированные или покрытые искусственной травой места для газонов. Особый ажиотаж вызвали публикации в Живом журнале Ильи Варламова. В качестве ответа на критику заместитель главы администрации Уфы по кадрам, связи и социальным вопросам Искандер Сираев заявил, что появление баннеров — «это общепринятая мировая практика» и «многие вещи закрываются так, и это хорошо воспринимается». Самого Варламова местные журналисты ГТРК «Башкортостан» обвинили в необъективности.
К началу саммитов возле здания Конгресс-холла был оборудован пресс-центр на 1000 журналистов площадью 8,5 тысяч м².
Накануне саммитов в Китае был опубликован трёхминутный анимационный ролик, повествующий о геополитической ситуации вокруг стран ШОС и БРИКС.

## Лидеры стран БРИКС на VII саммите
| Государство | Представитель  | Должность        | Полномочия с  | Фото |
| ----------- | -------------- | ---------------- | ------------- | ---- |
| Бразилия    | Дилма Русеф    | Президент        | 1 января 2011 |      |
| Россия      | Владимир Путин | Президент        | 7 мая 2012    |      |
| Индия       | Нарендра Моди  | Премьер-министр  | 26 мая 2014   |      |
| Китай       | Си Цзиньпин    | Председатель КНР | 14 марта 2013 |      |
| ЮАР         | Джейкоб Зума   | Президент        | 9 мая 2009    |      |

### Главы других государств
Помимо лидеров стран БРИКС на саммите присутствовали главы ещё десяти государств, часть из которых прибыла для участия в неформальных встречах, а также в последующем саммите ШОС:
- Армения — Серж Саргсян[23]
- Афганистан — Ашраф Ахмадзай[24]
- Белоруссия — Александр Лукашенко[25]
- Иран — Хасан Рухани[26]
- Казахстан — Нурсултан Назарбаев[27]
- Кыргызстан — Алмазбек Атамбаев[28]
- Монголия — Цахиагийн Элбэгдорж[29]
- Пакистан — Наваз Шариф (премьер-министр)[30]
- Таджикистан — Эмомали Рахмон[31]
- Узбекистан — Ислам Каримов[27]

## Ход саммита

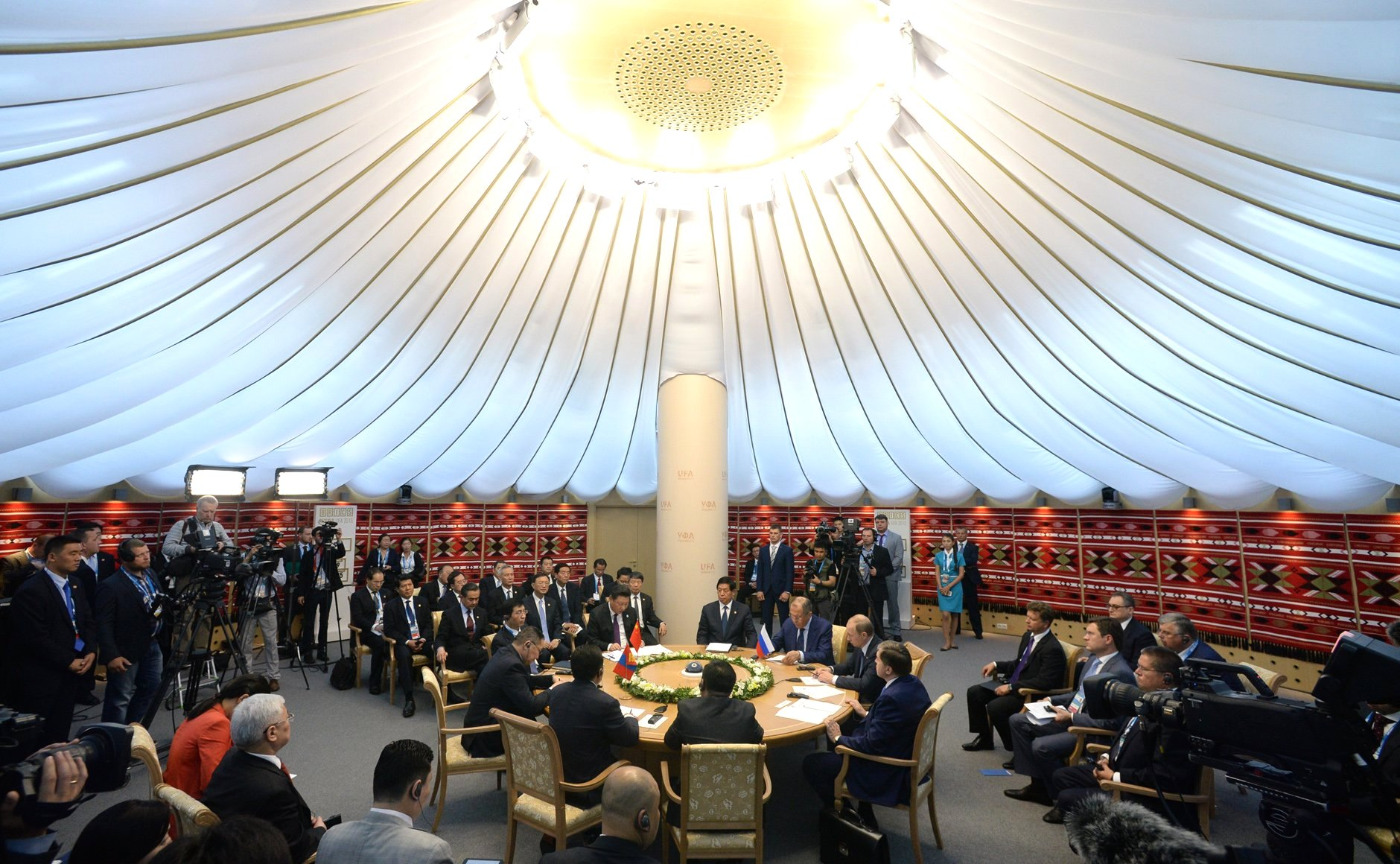
Главная встреча «пятёрки» БРИКС проходила в помещении, стилизованном под юрту.

Основному раунду встреч предшествовали предварительные мероприятия. 6—7 июля проведены заседание контактной группы БРИКС по торгово-экономическим вопросам, встреча министров по молодёжной политике, Международный IT-Форум с участием стран БРИКС, встреча министров финансов и управляющих центральными банками, встреча министров экономики и внешней торговли, ряд других мероприятий.
Основная программа саммита выглядит следующим образом:
| Дата     | Мероприятие                                                                        |
| -------- | ---------------------------------------------------------------------------------- |
| 8 июля   | Заседание Делового совета БРИКС                                                    |
| 8 июля   | Финансовый форум БРИКС и ШОС                                                       |
| 8 июля   | Ежегодная встреча глав банков-членов механизма межбанковского сотрудничества БРИКС |
| 8—9 июля | Встреча глав государств и правительств стран БРИКС                                 |
| 9 июля   | Профсоюзный форум БРИКС                                                            |

Развлекательная программа для гостей саммитов предусматривала посещение Башкирского оперного театра, где Национальным симфоническим оркестром Республики Башкортостан под руководством Сабрие Бекировой были исполнены различные произведения классической музыки, также выступили другие приглашённые артисты и ансамбли танца, в том числе академический ансамбль народного танца имени Файзи Гаскарова. 8 июля, по завершении деловой программы первого дня саммита главы стран БРИКС провели ужин в крупнейшем ресторанном комплексе Уфы — «Даско Гарден» в парке имени Мажита Гафури.
По завершении конференции Владимир Путин порекомендовал россиянам изучать башкирский язык.

## Итоги

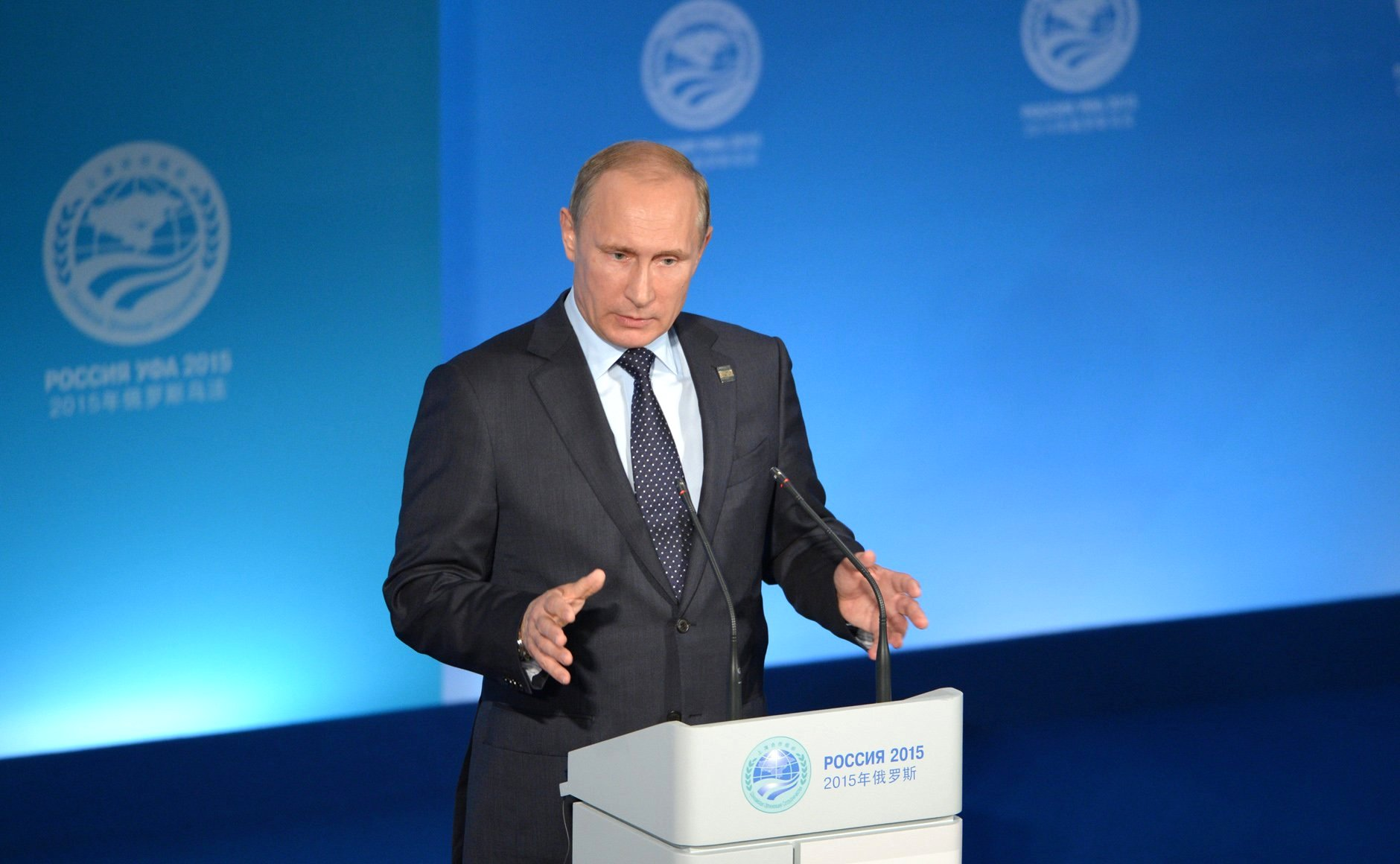
Пресс-конференция президента Путина по итогам саммитов БРИКС и ШОС.

Важнейшим итогом саммита БРИКС стало создание нового Банка развития с капиталом 100 млрд долларов. По настоянию России было подписано соглашение о сотрудничестве государств до 2020 года, где говорится о расширении взаимодействия между государствами как в социально-экономическом плане, так и в внешнеполитическом. На саммите подписана Уфимская декларация, согласно которой был взят курс на переход в рамках БРИКС на торговлю в национальных валютах. Рассмотрена реализация стратегии экономического пояса «Шёлкового пути». Лидеры выступили за ускорение реформы ООН и МВФ. По мнению американского издания Counter Punch, саммит в Уфе стал переломным моментом, после которого влияние США на другие государства уменьшится в значительной степени.
Не обошли стороной участники саммита и актуальные международные проблемы: ситуацию вокруг ядерной программы Ирана, кризис в Греции, международный терроризм, а также конфликт на востоке Украины.

## Мнения об организации саммита
Гости Уфы положительно отозвались как об организации мероприятия, так и о самом городе.
Председатель Китайской Народной Республики Си Цзиньпин:
Уверен, что это очень чистый, красивый город, я живу в очень хорошем отеле. Спасибо вам ещё раз за радушный, горячий приём и гостеприимство, а местное правительство благодарю за проведение саммитов.
Президент Южно-Африканской Республики Джейкоб Зума:
Спасибо за тёплый приём, оказанный нам в очень красивом городе Уфе, мы очень рады быть здесь.
Глава Республики Башкортостан, столица которой приняла саммит, Рустэм Хамитов также остался доволен проделанной работой:
Мы продемонстрировали умение, сконцентрировавшись, собравшись силами, по-настоящему организовать такую большую работу. Самое главное — эту работу мы выполнили своими силами. Мы не приглашали зарубежных строителей, специалистов. Это говорит о нашем грандиозном потенциале.
Гостям из южных стран пришлась по вкусу прохладная погода, установившаяся в Уфе в преддверии саммита.

## Галерея

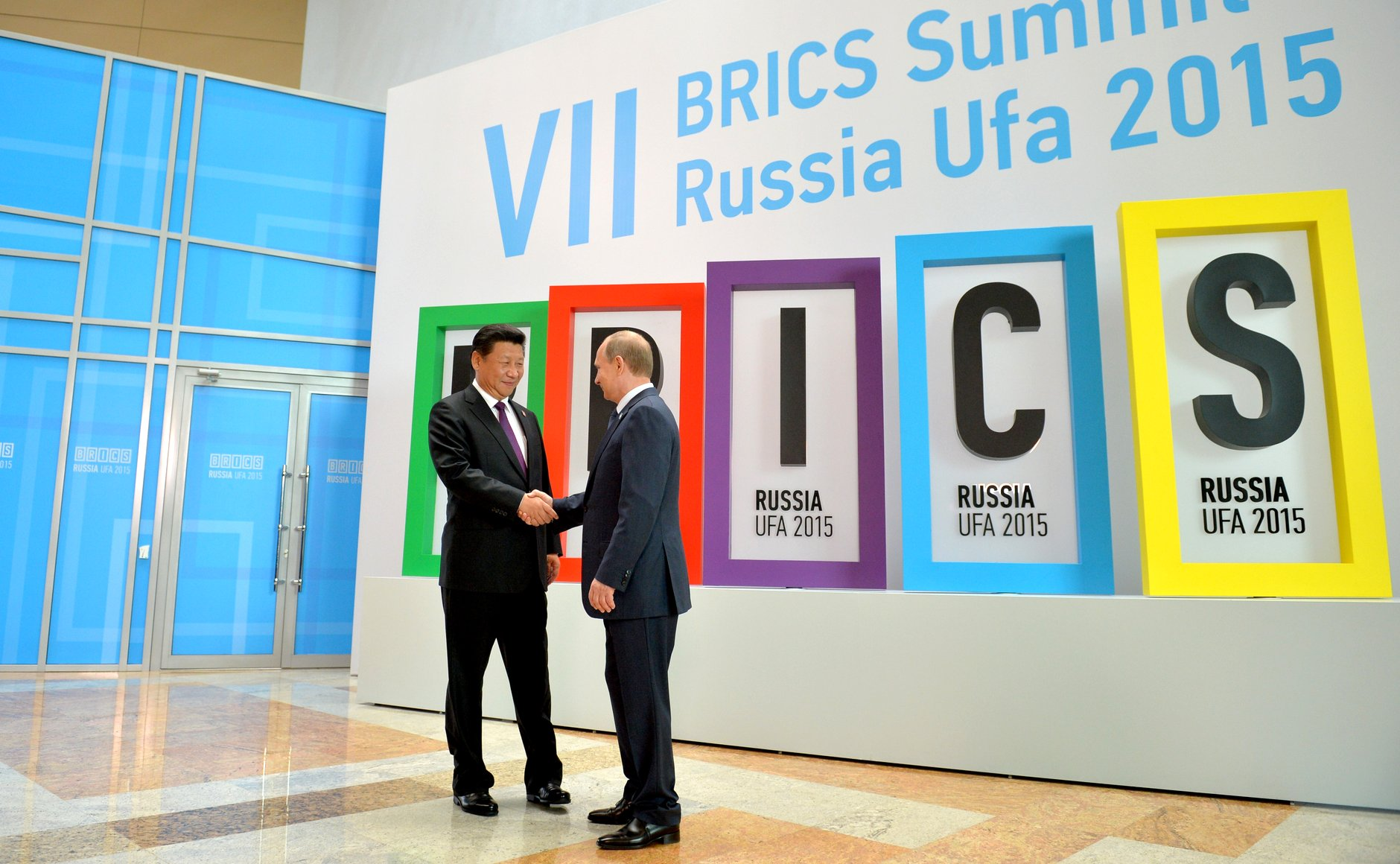
Президент РФ Владимир Путин и Председатель КНР Си Цзиньпин, 8 июля 2015 года
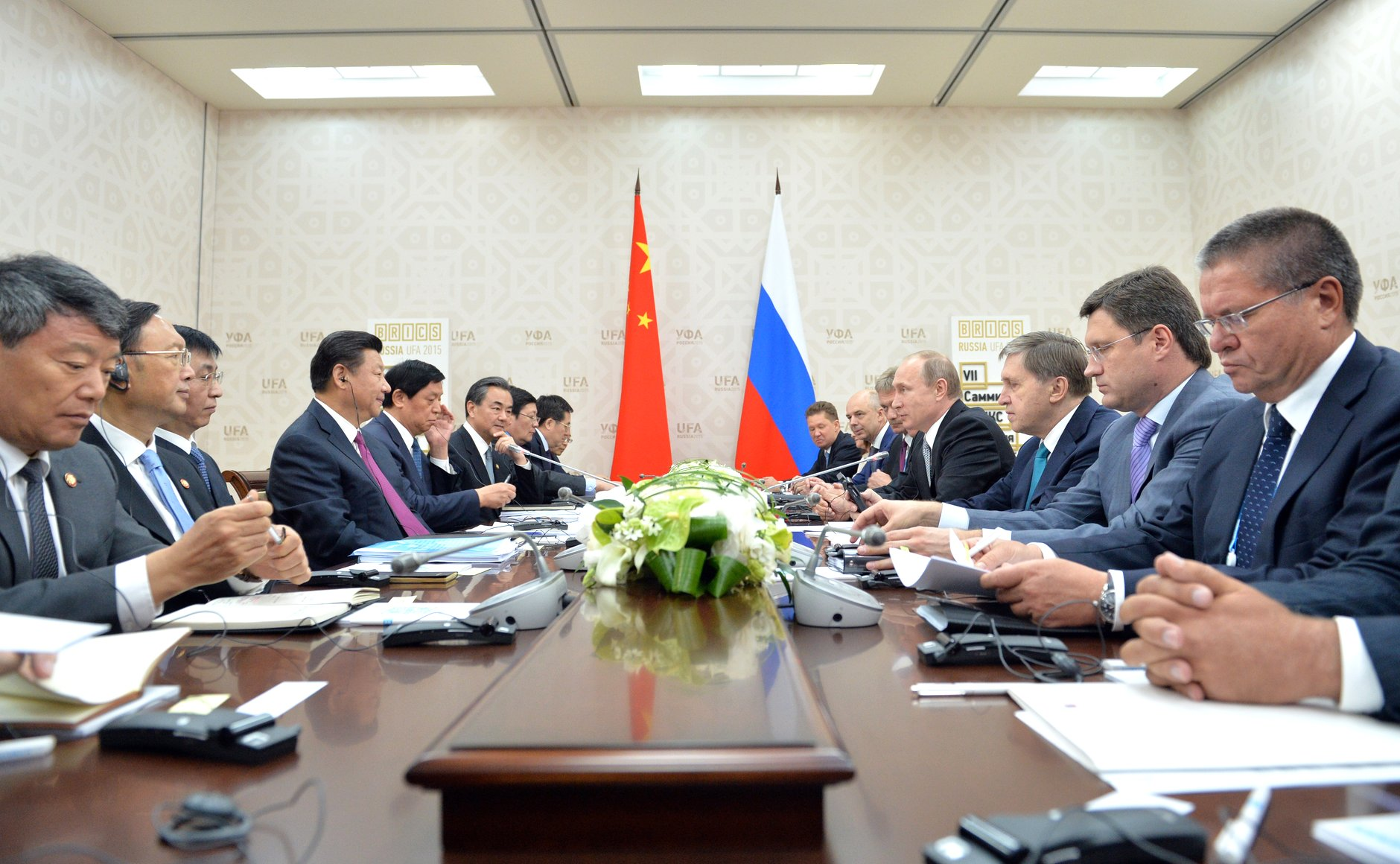
Китайская и российская делегации за столом переговоров, 8 июля 2015 года
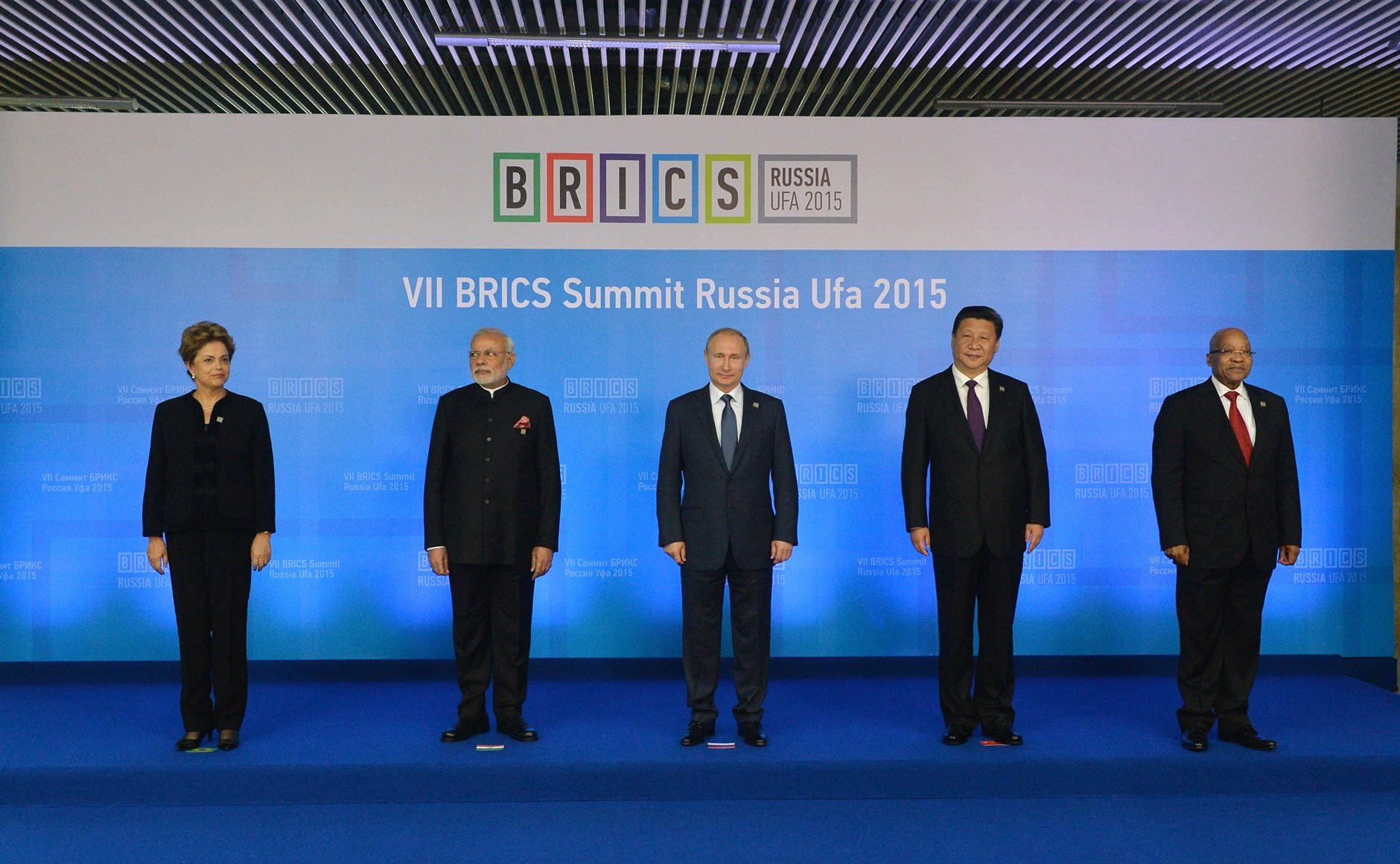
Главы государств-участников БРИКС, 9 июля 2015 года
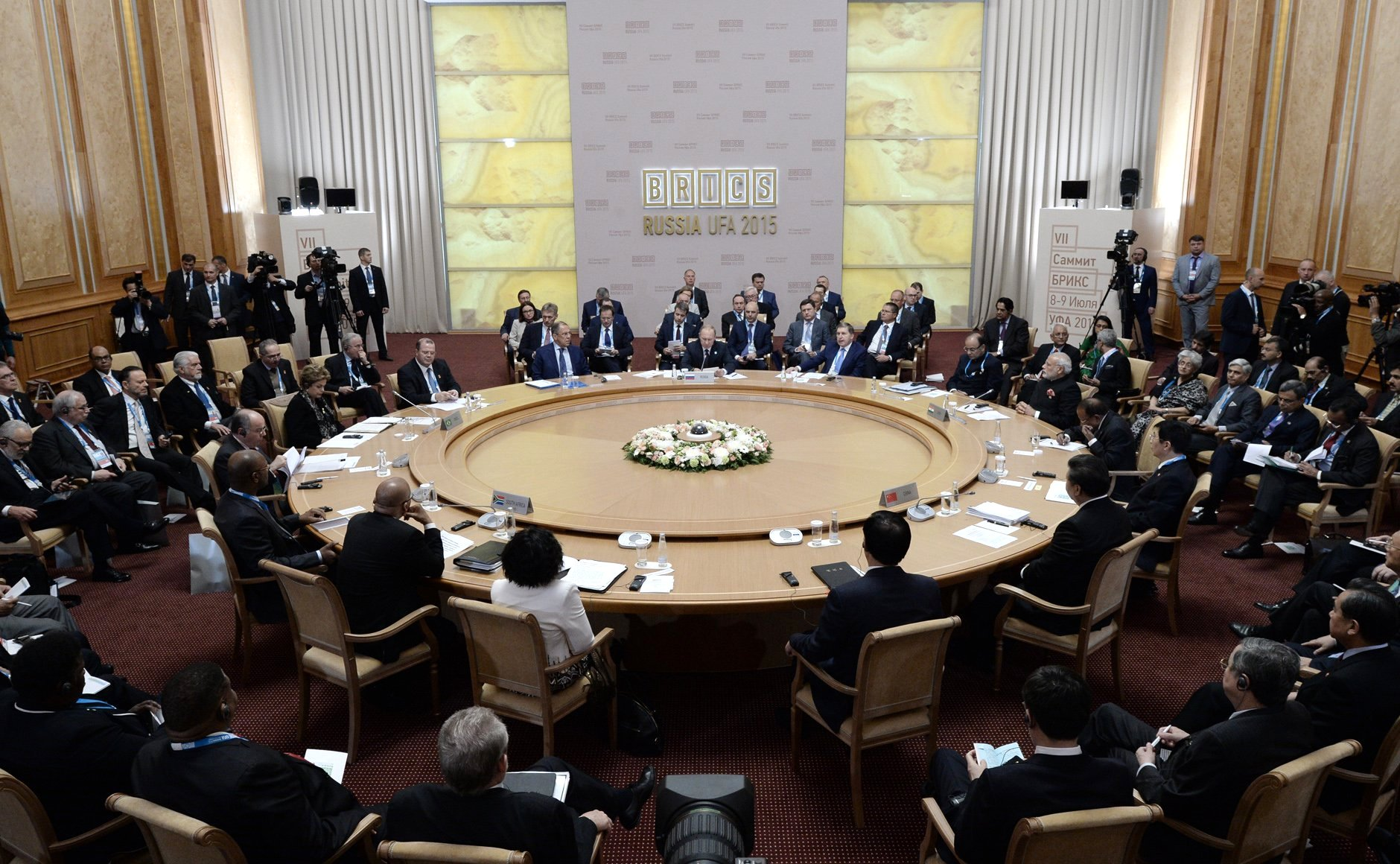
Встреча глав государств БРИКС в расширенном составе, 9 июля 2015 года
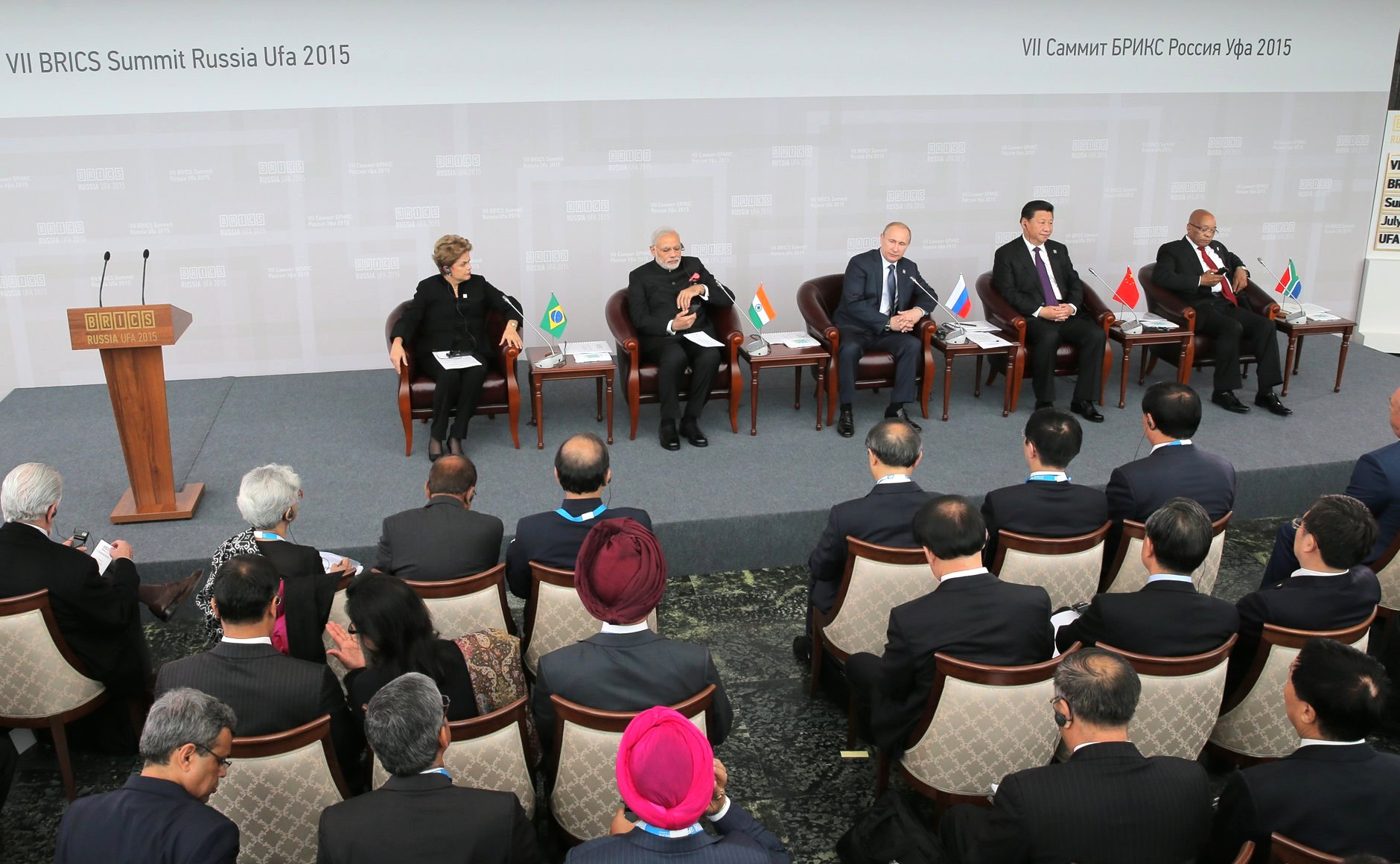
Встреча лидеров БРИКС с членами Делового совета БРИКС, 9 июля 2015 года
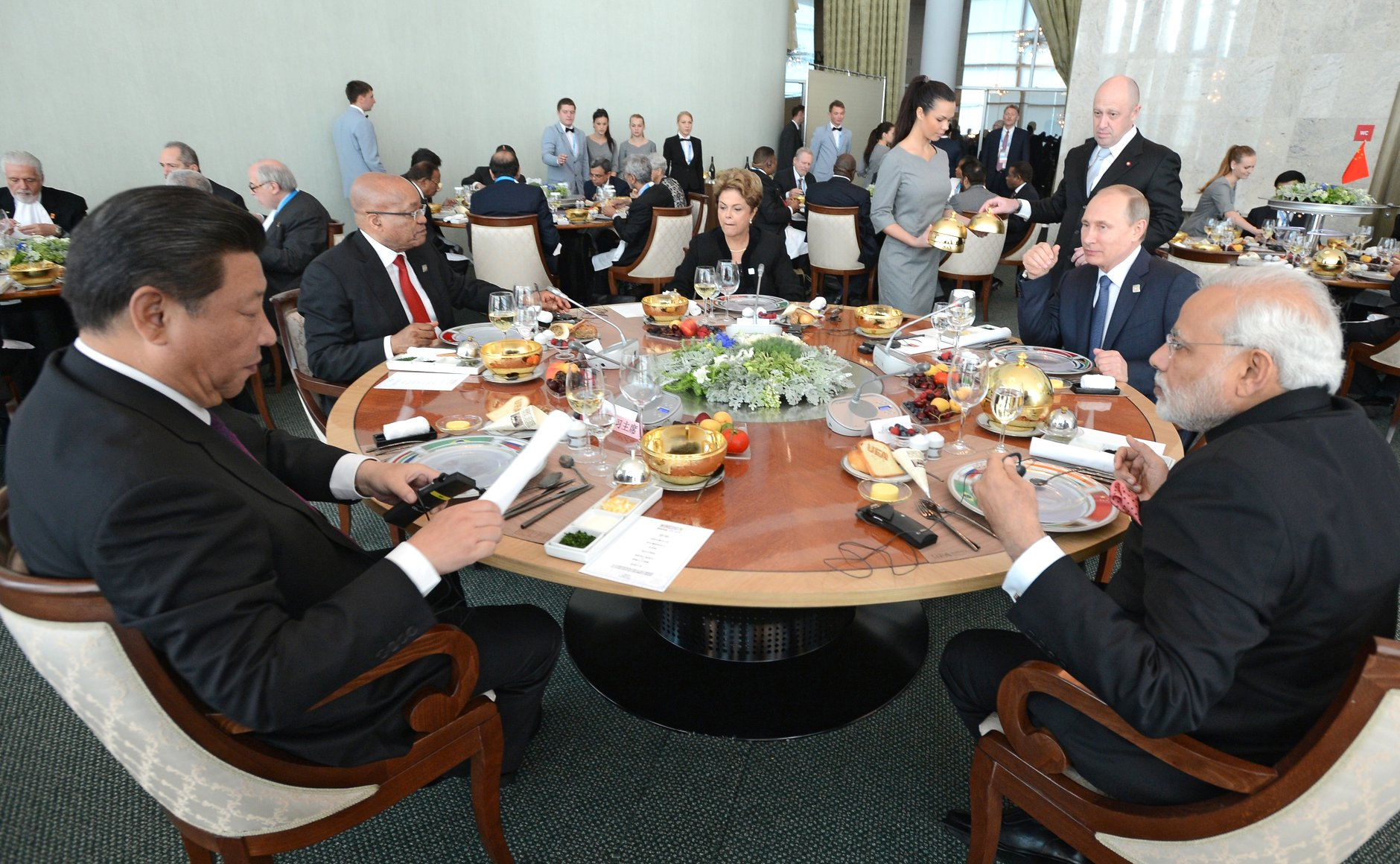
Встреча глав государств БРИКС в узком составе в формате рабочего завтрака, 9 июля 2015 года
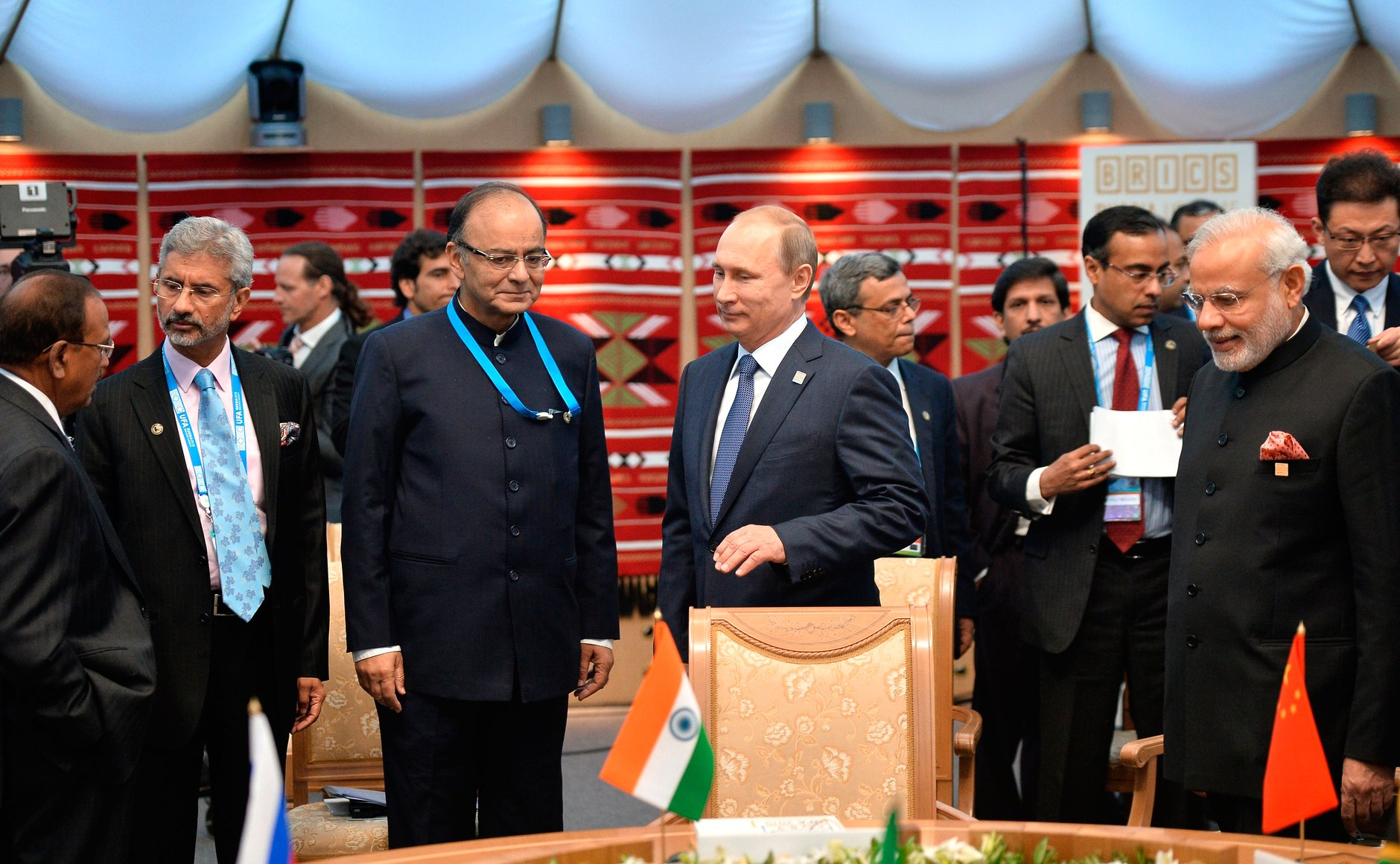
Президент России Владимир Путин и премьер-министр Индии Нарендра Моди перед началом встречи глав государств в узком составе, 9 июля 2015 года
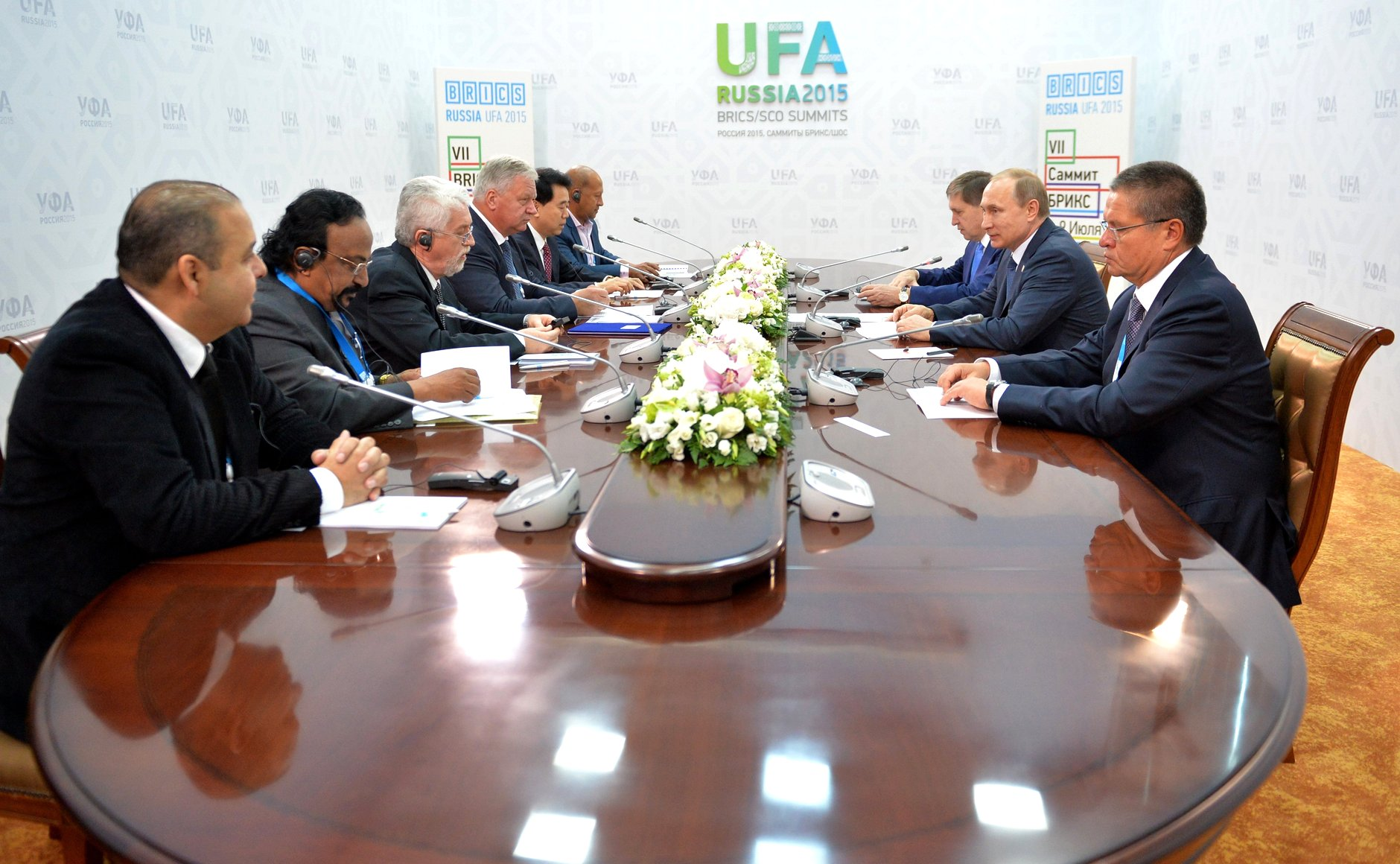
Встреча Владимира Путина с представителями профсоюзных объединений стран БРИКС, 9 июля 2015 года
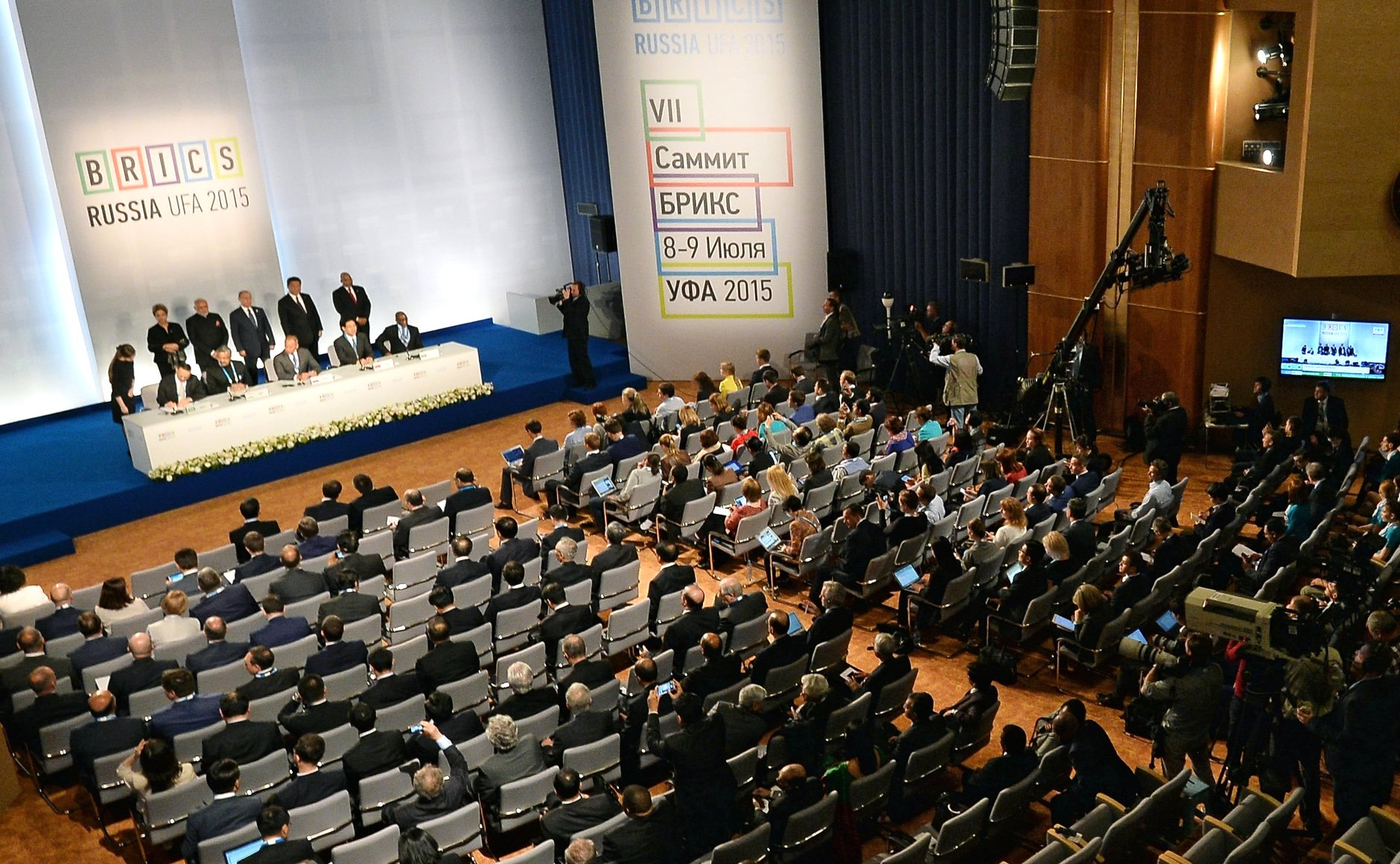
Подписание документов по итогам саммита БРИКС, 9 июля 2015 года
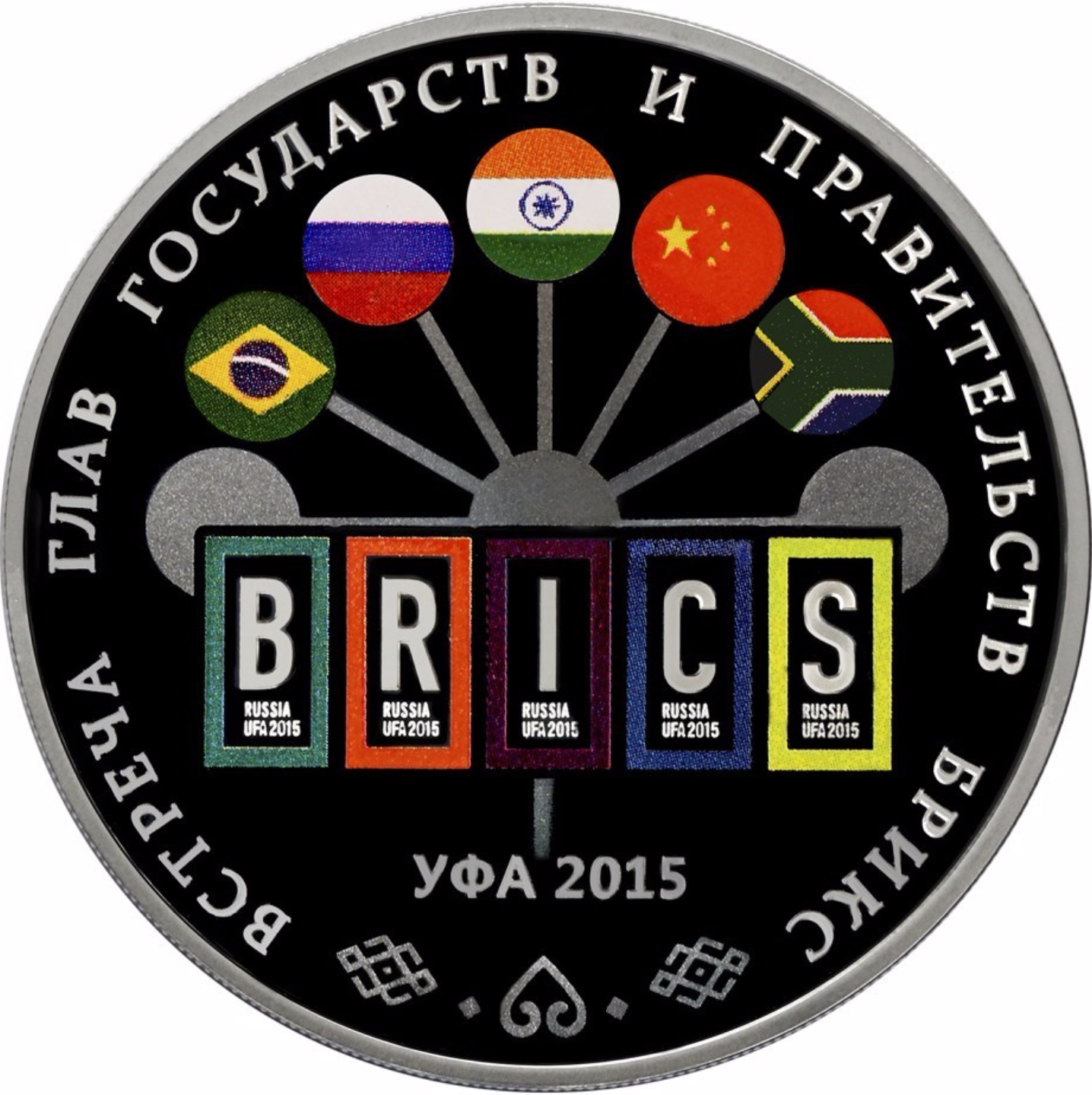
Памятная монета Банка России (2015)